# Hans-Ulrich Deppe
Hans-Ulrich Deppe (* 20. März 1939 in Frankfurt am Main) ist ein deutscher Medizinsoziologe und Sozialmediziner. Er war Direktor des Instituts für Medizinische Soziologie im Fachbereich Medizin der Johann Wolfgang Goethe-Universität Frankfurt am Main.

## Leben
Hans-Ulrich Deppe studierte Medizin, Soziologie und politische Wissenschaften in Frankfurt am Main, Berlin, Würzburg und Marburg. 1965 promovierte er in der Medizin über ein biochemisches Thema. Trotz seiner naturwissenschaftlichen Ausbildung hatte er stets ein kritisches Verhältnis zur Schulmedizin. Er hielt ihr vor, die psychosoziale Dimension kranker Menschen zu vernachlässigen.
Nach seiner Assistentenzeit im Soziologischen Institut der Universität Marburg bei Werner Hofmann wurde er 1972 auf die Professur für Medizinische Soziologie im Fachbereich Medizin der Johann Wolfgang Goethe-Universität in Frankfurt am Main berufen. Hier forschte und lehrte er als Direktor des gleichnamigen Instituts bis 2004, dem Jahr seiner Emeritierung. Er gehörte darüber hinaus auch seit seiner Berufung dem Fachbereich Gesellschaftswissenschaften an. Er ist der marxistisch orientierten sogenannten Marburger Schule verbunden.
Deppe gründete zahlreiche akademische und wissenschaftspolitische Organisationen oder war maßgeblich daran beteiligt: den Arbeitskreis Kritische Medizin (Marburg), das Institut für Medizinische Soziologie im Universitätsklinikum Frankfurt am Main, die Zeitschrift Demokratisches Gesundheitswesen, die Deutsche Gesellschaft für Medizinische Soziologie, die Liste Demokratischer Ärzte in der Landesärztekammer Hessen, den Verein demokratischer Ärzt*innen (vdää*) sowie die International Association of Health Policy (IAHP). 1973 war er einer der Hauptträger des legendären medizinkritischen Kongresses „Medizin und gesellschaftlicher Fortschritt“ in Marburg. Deppe war unter anderem Gründungspräsident der Deutschen Gesellschaft für Medizinische Soziologie und ist bis heute Honorable President der IAHP in Europa.
Sein Bruder ist der Politikwissenschaftler Frank Deppe.

## Wissenschaftliche Schwerpunkte
Schwerpunkte seiner wissenschaftlichen Arbeit sind die politische Ökonomie des Gesundheitswesens, die Entwicklung des deutschen Gesundheitssystems, der internationale Vergleich von Gesundheitssystemen sowie die Erforschung sozialer Bewegungen im Gesundheitswesen. Daraus hervorgegangen sind 28 Bücher sowie rund 300 Publikationen in wissenschaftlichen und politischen Zeitschriften. 1999 und 2004 wurden ihm Festschriften mit den Titeln „Gesundheit und Demokratie“ und „Markt versus Solidarität“ gewidmet. Darüber hinaus ist Deppe Berater von Parteien und Gewerkschaften in gesundheitspolitischen Fragen.

## Schriften (Auswahl)

### Monografien
- Industriearbeit und Medizin. Zur Soziologie medizinischer Institutionen am Beispiel des werksärztlichen Dienstes in der BRD. Fischer Athenäum Verlag, Frankfurt am Main 1973, ISBN 3-8072-4020-9.
- Medizinische Soziologie. Aspekte einer neuen Wissenschaft. Fischer Verlag, Frankfurt am Main 1978, ISBN 3-596-26620-3.
- Krankheit ist ohne Politik nicht heilbar. Zur Kritik der Gesundheitspolitik. Suhrkamp Verlag, Frankfurt am Main 1987, ISBN 3-518-11391-7.
- Perspektiven der Gesundheitspolitik. Bundesrepublik Deutschland und Europäische Gemeinschaft. Verlag für Akademische Schriften, Frankfurt am Main 1990, ISBN 3-88864-110-1.
- zusammen mit Monika Daum: Zwangssterilisation in Frankfurt am Main 1933–1945. Campus Verlag, Frankfurt am Main 1991, ISBN 3-593-34477-7.
- Soziale Verantwortung und Transformation von Gesundheitssystemen. Verlag für Akademische Schriften, Frankfurt am Main 1996, ISBN 3-88864-229-9.
- Zur sozialen Anatomie des Gesundheitssystems, Neoliberalismus und Gesundheitspolitik in Deutschland. Verlag für Akademische Schriften, Frankfurt am Main 2000, ISBN 3-88864-304-X, 2. überarbeitete und erweiterte Auflage 2002, 3. aktualisierte Auflage 2005.

### Herausgeberschaften
- Medizin und gesellschaftlicher Fortschritt. Thesen, Referate Diskussionen und Beschlüsse des Marburger Kongresses Medizin und Gesellschaftlicher Fortschritt am 20./21. Januar 1973. Pahl-Rugenstein-Verlag, Köln 1973, ISBN 3-7609-0100-X.
- zusammen mit Michael Regus: Seminar: Medizin, Gesellschaft, Geschichte. Beiträge zur Entwicklungsgeschichte der Medizinsoziologie. Suhrkamp Verlag, Frankfurt am Main 1975, ISBN 3-518-07667-1.
- Vernachlässigte Gesundheit. Zum Verhältnis von Gesundheit, Staat, Gesellschaft in der Bundesrepublik Deutschland. Ein kritischer Überblick. Verlag Kiepenheuer & Witsch, Köln 1980, ISBN 3-462-01413-7.
- Gesundheitssysteme und Gesundheitspolitik in Westeuropa. Campus Verlag, Frankfurt am Main / New York 1983, ISBN 3-593-33184-5.
- Medizin und wirtschaftlicher Wettbewerb. Verlag für Akademische Schriften, Frankfurt am Main 1998, ISBN 3-88864-267-1.
- zusammen mit Wolfram Burkhardt: Solidarische Gesundheitspolitik. Alternativen zu Privatisierung und Zwei-Klassen-Medizin. VSA-Verlag, Hamburg 2002, ISBN 3-87975-847-6.
- zusammen mit A. Benos und J. Lister: Health Policy in Europe: Contemporary dilemmas and challenges. Lightning Source UK Ltd, 2007, ISBN 978-0-9557333-0-7.

## Belege
1. 1 2  Lothar Peter: Marx an die Uni. Die „Marburger Schule“ – Geschichte, Probleme, Akteure. PapyRossa, Köln 2014, S. 102, Fußnote 198.